# Симон Богушович
Шимон Боґуш, Симон Боґушевич (пол. Szymon Boguszowicz; 1575, Львів — 25 травня 1648, там само) — художник і купець вірменського походження, що народився та помер у Львові. Син цехового художника Павла Боґуша Доношевича і Катерини Аксентович.

## Життєпис
Народився у Вірменському кварталі Львова. Художнього ремесла навчався у батька, перебував під впливом західноєвропейського малярства, зберігаючи елементи східного стилю з плоским зображенням, чіткими контурами на темному тлі.
Як і батько, був членом міського цеху малярів, успадкувавши 1605 його майстерню. Працював для роду Мнішеків у їхніх резиденціях у Самборі, замку Ляшків Мурованих. Як придворний художник вирушив з Мариною Мнішек до Москви. Збереглись його коронаційні портрети панянки й Лжедмитрія І, зображення прийому послів, заручин та весілля. Повернувся до Москви в 1610 разом з військом гетьмана Станіслава Жолкевського. Був учасником битви під Клушино, авторство батальної панорами якої, імовірно, належить йому. Після смерті Юрія Мнішека 1613 працював для Станіслава Жолкевського у Жовкві, оздоблюючи фарний костел Св. Лаврентія, покої замку.

## Галерея

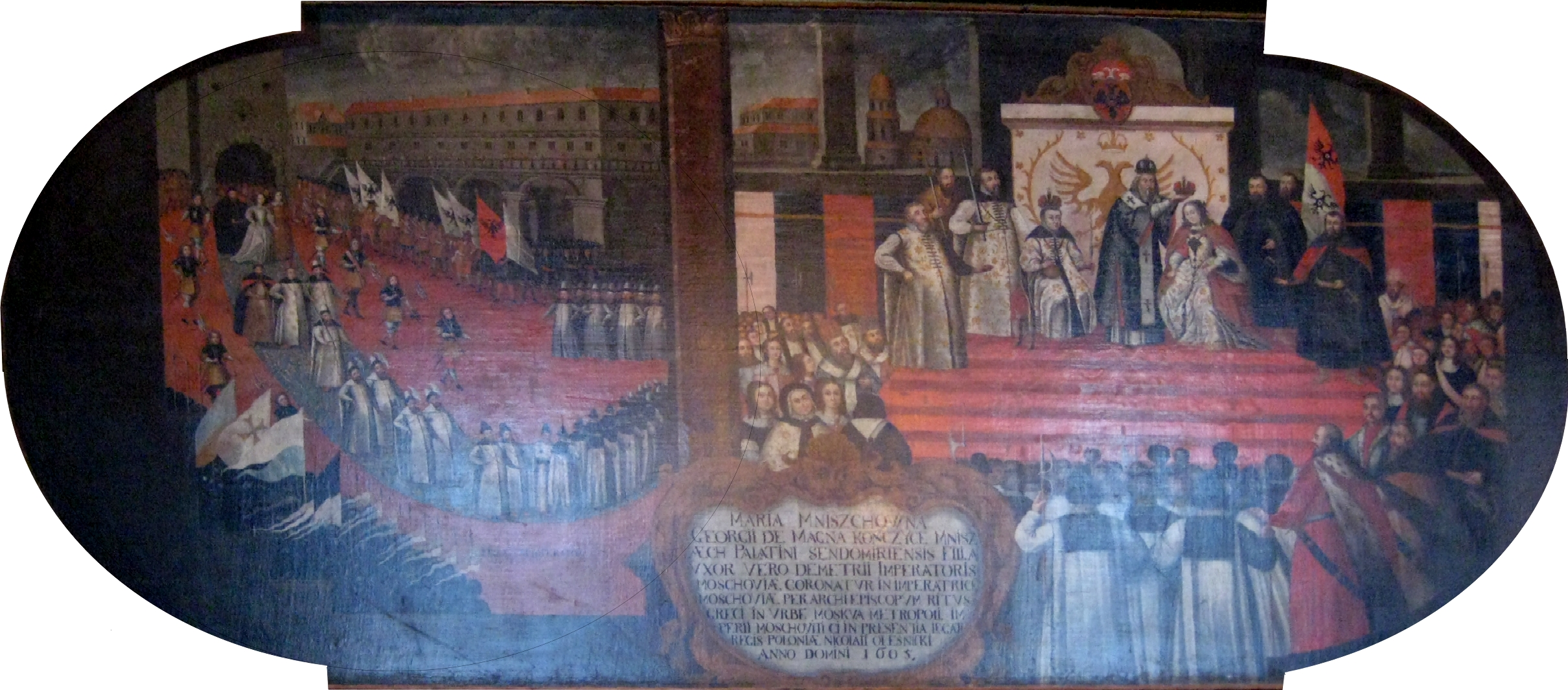
Коронація Марини Мнішек
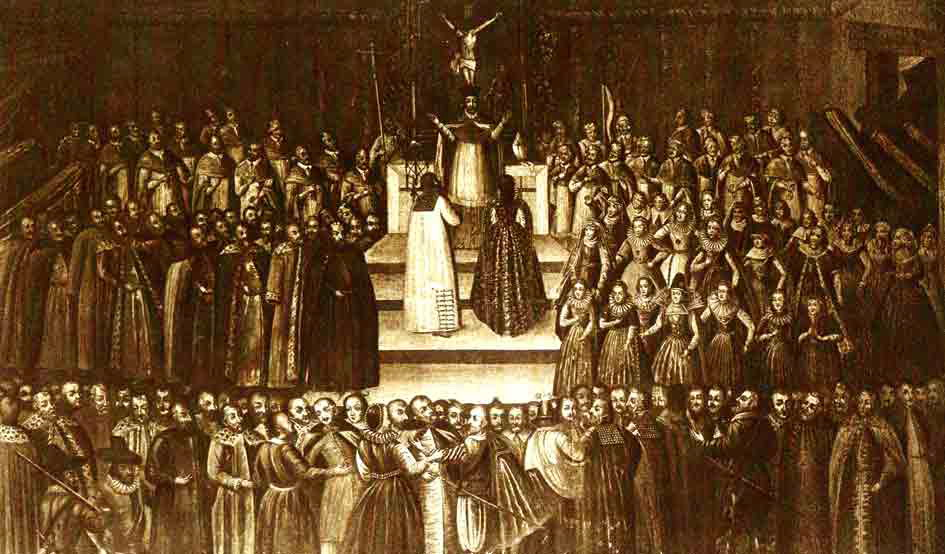
Одруження Марини Мнішек
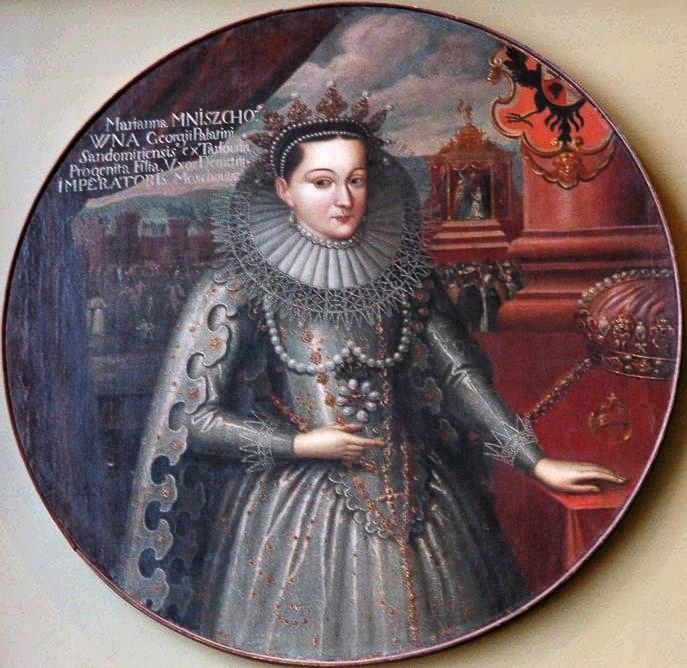
Коронаційний портрет Марини Мнішек
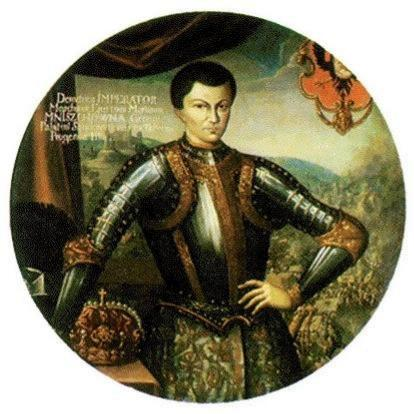
Коронаційний портрет Дмитра Іоановича
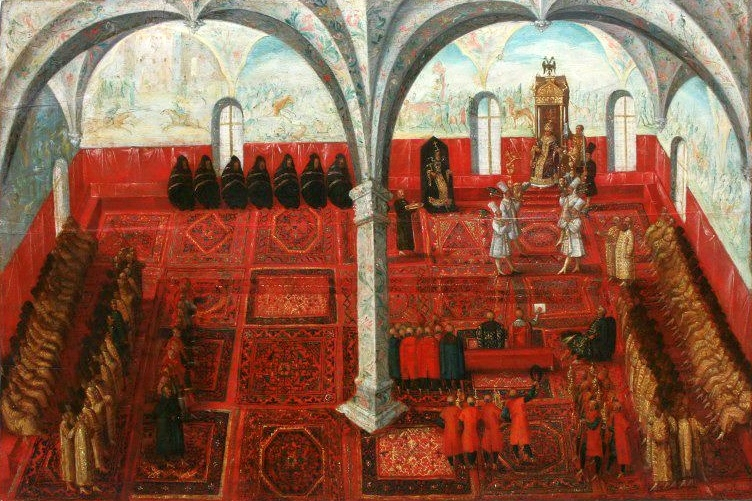
Дмитро І приймає послів
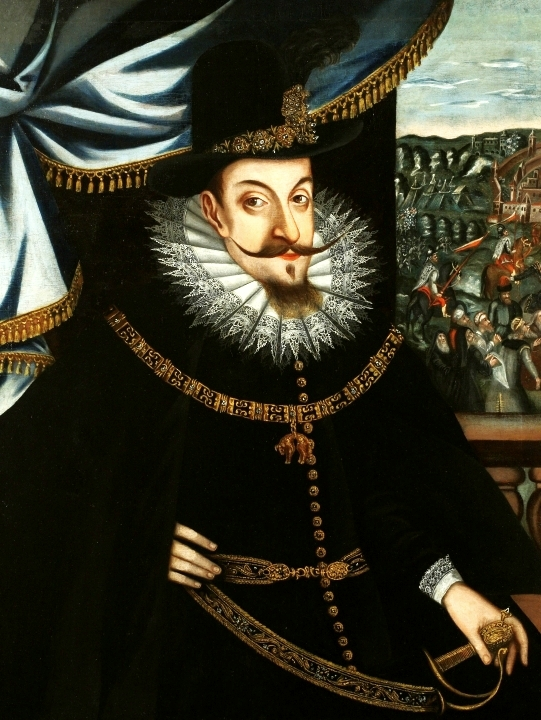
Сигізмунд ІІІ Ваза
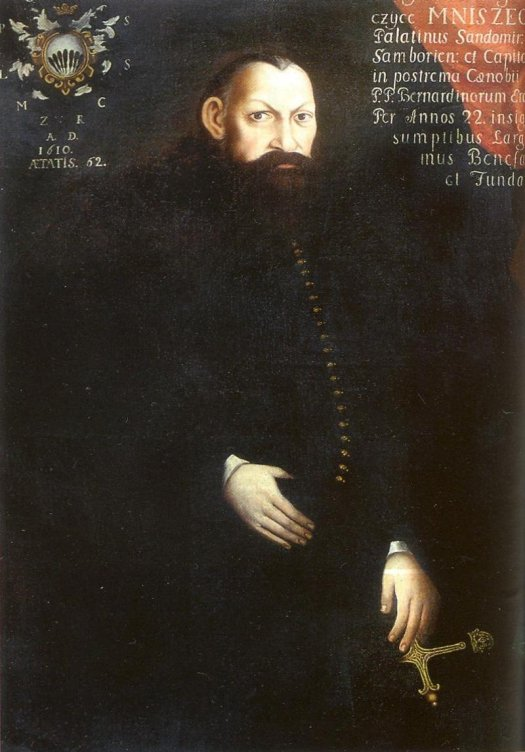
Єжи Мнішек
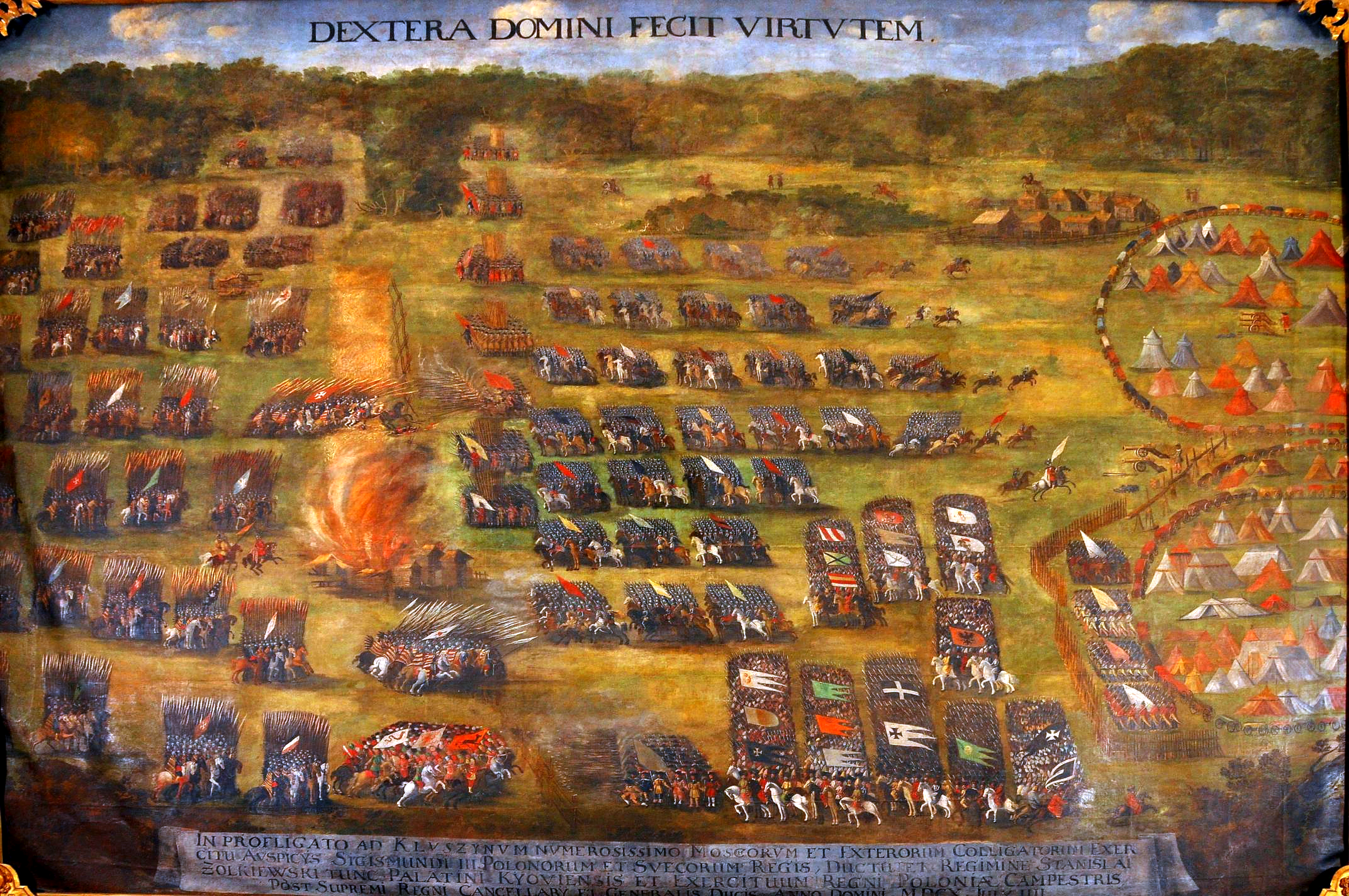
Битва під Клушино